# (9854) Karlheinz
(9854) Karlheinz est un astéroïde de la ceinture principale.

## Description
(9854) Karlheinz est un astéroïde de la ceinture principale. Il fut découvert le 15 janvier 1991 à Tautenburg par Freimut Börngen. Il présente une orbite caractérisée par un demi-grand axe de 2,64 UA, une excentricité de 0,16 et une inclinaison de 4,5° par rapport à l'écliptique.

## Compléments